# Catégorie sociale

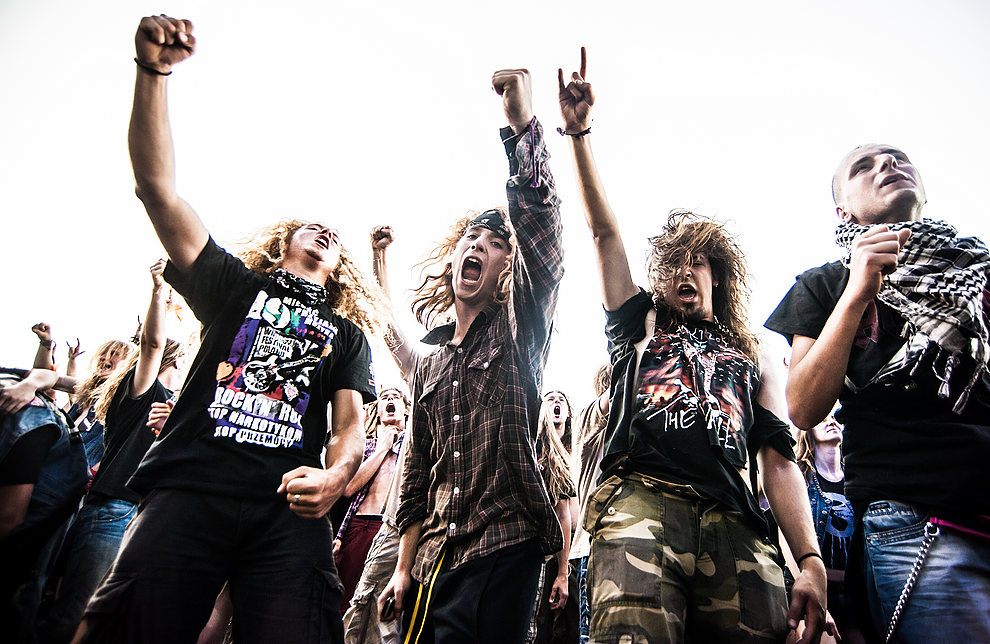
"fan de métal" peut être vue comme étant une catégorie sociale

Une catégorie sociale est comme une étiquette apposée à une personne ou par elle-même (ou un groupe), sur la base d'attributs qu'elle a en commun avec d'autres personnes, du rôle qu'elle occupe dans une situation donnée : « maman », « ami », « homme de plus de 50 ans », « personne à risque », etc. 
Les gens appartiennent à des groupes, se reconnaissent entre eux et reconnaissent les autres. Ils se catégorisent et catégorisent les autres aussi; « Je suis un français », « C'est un escroc », pour illustrer quelques-unes des catégorisations possibles. Il n'est cependant pas nécessaire de se sentir appartenir à une catégorie sociale pour y être rangé.
Les catégories sociales sont utilisées dans la vie de tous les jours, mais aussi employées par des chercheurs en sciences sociales afin de déterminer les cas à sélectionner, de façon méthodologique, en vue d'effectuer des analyses spécifiques.

## Histoire de la notion
Dès 1897 en France, Célestin Bouglé, faisant référence à Georg Simmel et sa notion de cercle social, dans son livre « Qu'est que la sociologie? » propose une expérience de pensée : Il imagine un observateur dans une ville fictive, qui regarderait passer les gens, et il se met à leur attribuer des épithètes et à les classer selon ce qu'il observe : celui-ci est un « cycliste », celui-là un « homme du monde », ici quelques « dévotes », et ainsi de suite. Il y parvient assez simplement car le sens commun aussi procède de cette façon; les gens s'identifient, identifient les autres, selon des attributs qu'ils prennent en compte.

## Types de catégories sociales
Une catégorie sociale est un groupement de personnes qui partagent des attributs communs, mais n'ont pas nécessairement d'interactions ensemble. Une catégorie sociale à laquelle on se sent appartenir peut désigner un groupe social : « québécois », « fan de Johnny Hallyday », « lauréat d'un Nobel ».
Lorsque la catégorisation est davantage perçue comme étant subie et imposée, il peut s'agir d'étiquetage social. Dans les deux cas, les catégories sociales influent sur les représentations sociales, et inversement.

## Usages des catégories sociales
La façon de recourir aux catégories sociales peut mener à une essentialisation.
Les individus qui se retrouvent classés dans des catégories sociales ne restent pas neutres; ils s'emparent de ces classifications, les utilisent, les combattent et prennent plus ou moins conscience de si elles leur sont profitables ou si au contraire elles les enferment et les limitent.

## Catégories et frontières
Une des façons d'aborder les catégories sociales en recherche est de prendre en compte le type de frontière qui trace les contours de la catégorie sociale.
Selon Michèle Lamont et Virág Molnár il y aurait une distinction récurrente entre « frontières sociales » et « frontières symboliques ».
- Frontières sociales : « Les frontières sociales sont des formes objectivées de différences sociales qui se manifestent par un inégal accès et à une inégale distribution des ressources (matérielles et non matérielles) et des opportunités.  Elles se manifestent également par des comportements stables d'association comme dans la mise en couple et la commensalité [...] Les frontières symboliques et les frontières sociales peuvent être considérées comme également réelles : les premières existent au niveau intersubjectif alors que les secondes se manifestent comme des groupements d'individus. (Lamont et Molnár, 2002, p.168). »[5]
- Frontières symboliques : « Les frontières symboliques séparent les personnes en groupes et génèrent des sentiments de similarité et d'appartenance au groupe.  Elles constituent un moyen essentiel par lequel les personnes acquièrent du statut et monopolisent des ressources. »[5]

Les frontières qu'engendrent les catégories sociales ont donc une influence sur l'accès aux ressources, en termes de capital social. La cohésion sociale aussi est renforcée par le sentiment d'appartenance au groupe.
Tandis que les frontières symboliques démontrent d'une appartenance sociale à un groupe donné, les frontières sociales apparaissent comme une forme objectivée de distinction et d'association